# Landifay-et-Bertaignemont
Landifay-et-Bertaignemont és un municipi francès situat al departament de l'Aisne i a la regió dels Alts de França. L'any 2007 tenia 297 habitants.

## Demografia

### Població
El 2007 la població de fet de Landifay-et-Bertaignemont era de 297 persones. Hi havia 112 famílies de les quals 32 eren unipersonals (20 homes vivint sols i 12 dones vivint soles), 32 parelles sense fills, 40 parelles amb fills i 8 famílies monoparentals amb fills.
La població ha evolucionat segons el següent gràfic:
Habitants censats

### Habitatges
El 2007 hi havia 147 habitatges, 119 eren l'habitatge principal de la família, 11 eren segones residències i 18 estaven desocupats. 147 eren cases i 1 era un apartament. Dels 119 habitatges principals, 105 estaven ocupats pels seus propietaris, 12 estaven llogats i ocupats pels llogaters i 2 estaven cedits a títol gratuït; 13 tenien dues cambres, 26 en tenien tres, 34 en tenien quatre i 47 en tenien cinc o més. 66 habitatges disposaven pel capbaix d'una plaça de pàrquing. A 64 habitatges hi havia un automòbil i a 38 n'hi havia dos o més.

### Piràmide de població
La piràmide de població per edats i sexe el 2009 era:
| Homes | Edats   | Dones |
| ----- | ------- | ----- |
| 0     | 95 o +  | 0     |
| 0     | 90 a 94 | 0     |
| 4     | 85 a 89 | 4     |
| 0     | 80 a 84 | 0     |
| 0     | 75 a 79 | 12    |
| 12    | 70 a 74 | 4     |
| 16    | 65 a 69 | 8     |
| 4     | 60 a 64 | 16    |
| 12    | 55 a 59 | 12    |
| 4     | 50 a 54 | 4     |
| 4     | 45 a 49 | 0     |
| 12    | 40 a 44 | 4     |
| 16    | 35 a 39 | 24    |
| 16    | 30 a 34 | 4     |
| 0     | 25 a 29 | 4     |
| 4     | 20 a 24 | 4     |
| 20    | 15 a 19 | 4     |
| 16    | 10 a 14 | 12    |
| 12    | 5 a 9   | 8     |
| 4     | 0 a 4   | 4     |

## Economia
El 2007 la població en edat de treballar era de 171 persones, 116 eren actives i 55 eren inactives. De les 116 persones actives 107 estaven ocupades (61 homes i 46 dones) i 9 estaven aturades (5 homes i 4 dones). De les 55 persones inactives 18 estaven jubilades, 16 estaven estudiant i 21 estaven classificades com a «altres inactius».

### Ingressos
El 2009 a Landifay-et-Bertaignemont hi havia 116 unitats fiscals que integraven 308 persones, la mediana anual d'ingressos fiscals per persona era de 15.619,5 €.

### Activitats econòmiques
Dels 8 establiments que hi havia el 2007, 1 era d'una empresa extractiva, 1 d'una empresa de fabricació d'altres productes industrials, 2 d'empreses de construcció, 2 d'empreses de comerç i reparació d'automòbils i 2 d'empreses de serveis.
Dels 3 establiments de servei als particulars que hi havia el 2009, 1 era un taller de reparació d'automòbils i de material agrícola, 1 fusteria i 1 electricista.
L'any 2000 a Landifay-et-Bertaignemont hi havia 15 explotacions agrícoles que ocupaven un total de 1.837 hectàrees.

## Equipaments sanitaris i escolars
El 2009 hi havia una escola maternal integrada dins d'un grup escolar amb les comunes properes formant una escola dispersa.

## Poblacions més properes
El següent diagrama mostra les poblacions més properes.